# Ортигоса, Хосе
Хосе Мария Ортигоса Ортис (исп. José María Ortigoza Ortiz; родился 30 апреля 1987 года в Асунсьон, Парагвай) — парагвайский футболист, нападающий клуба «Серро Портеньо» и сборной Парагвая.

## Клубная карьера
Ортигоса — воспитанник клуба «Соль де Америка». В 2004 году он дебютировал за основную команду, а спустя два года помог клубу выйти в элиту вместе с одноклубником Пабло Себальосом став лучшими бомбардирами второго дивизиона. 17 февраля 2007 года в матче против «Либертада» он дебютировал в парагвайской Примере. Спустя год Хосе вместе с одноклубником Эдгаром Бенитесом стали лучшими бомбардирами чемпионата. В начале 2009 года Ортигоса на правах аренды перешёл в бразильский «Палмейрас». 16 июля в матче против «Фламенго» он дебютировал в бразильской Серии A. В этом же поединке Хосе забил свой первый гол за новую команду. В 2010 году он отправился в аренду в южнокорейский «Ульсан Хёндэ». 27 февраля в матче против «Кённама» Ортигоса дебютировал в чемпионате Южной Кореи. 27 марта в поединке против «Инчхон Юнайтед» он забил свой первый гол за «Ульсан». 2 октября в матче против «Тэджон Ситизен» Ортигоса сделал хет-трик. Забив 17 мячей в дебютном сезоне Хосе стал вторым в списке лучших бомбардиром чемпионата. В начале 2011 года он в третий раз был отдан в аренду, его новым клубом стал «Крузейро». 13 марта в матче Лиги Минейро против «Демократы» Ортигоса дебютировал за новую команду. В этом же поединке он забил свой первый гол за «Крузейро». В 2012 году Хосе вернулся в «Соль де Америка» и сразу же стал лучшим бомбардиром чемпионата.
Летом того же года он перешёл в китайский «Шаньдун Лунэн». 14 июля в матче против «Чанчунь Ятай» Хосе дебютировал в китайской Суперлиге. В поединке против «Гуанчжоу Фули» он забил свой первый гол за «Наньдун Лунэн».
В начале 2013 года Ортигоса стал игроком японского «Ванфоре Кофу». 13 апреля в матче против «Касива Рейсол» он дебютировал в Джей-лиге. 18 мая в поединке против «Санфречче Хиросима» Хосе забил свой первый гол за «Ванфоре Кофу». Летом того же года Хосе вернулся на родину, подписав соглашение с «Серро Портеньо». 4 августа в матче против «Серро Портеньо Пресиденте-Франко» он дебютировал за новый клуб. 17 августа в поединке против своего родного клуба «Соль де Америка» Ортигоса забил свой первый гол за «Серро Спортеньо». В этом же сезоне Хосе стал чемпионом Парагвая.
В начале 2014 года Ортигоса перешёл в мексиканский «Атлас». 9 февраля в матче против «Монаркас Морелия» он дебютировал в мексиканской Примере. 9 марта в поединке против «Чьяпас» Хосе забил свой первый гол за клуб из Гвадалахары. Летом он вернулся в «Серро Портеньо». В 2015 году Ортигоса во второй раз стал лучшим бомбардиром, а также помог клубу выиграть чемпионат.

## Международная карьера
4 сентября 2010 года в товарищеском матче против сборной Японии Ортигоса дебютировал за сборную Парагвая, заменив во втором тайме Роке Санта Круса. 17 ноября в поединке против сборной Гонконга Хосе сделал «дубль», забив свои первые голы за национальную команду.

### Голы за сборную Парагвая
| #  | Дата            | Место                                   | Противник | Счёт | Соревнование      |
| -- | --------------- | --------------------------------------- | --------- | ---- | ----------------- |
| 1. | 17 ноября 2010  | Гонконг, Гонконг                        | Гонконг   | 0:7  | Товарищеский матч |
| 2. | 17 ноября 2010  | Хуан Рамон Варгас, Хутикальпа, Гондурас | Гонконг   | 0:7  | Товарищеский матч |
| 3. | 15 февраля 2012 | Фелисиано Касерес, Парагвай             | Чили      | 2:0  | Товарищеский матч |

## Достижения
Командные
 «Крузейро»
- Лига Минейро — Клаусура 2012

 «Серро Портеньо»
- Чемпионат Парагвая по футболу — Клаусура 2013
- Чемпионат Парагвая по футболу — Апертура 2015

Индивидуальные
- Лучший бомбардир парагвайской Примеры (13 голов) — Апертура 2012
- Лучший бомбардир парагвайской Примеры (11 голов) — Апертура 2015